# Matthias Enghuber
Matthias Enghuber (* 2. Juli 1984 in Ingolstadt) ist ein deutscher Politiker der CSU. Er war von 2018 bis 2023 Abgeordneter im Bayerischen Landtag.

## Lebenslauf
Nach seinem Abitur 2003 am Descartes-Gymnasium in Neuburg studierte Enghuber Politikwissenschaft, Geschichte und Pädagogik an der Katholischen Universität Eichstätt. 2008 schloss er dieses mit dem Master of Arts ab.
2008/2009 war er als wissenschaftlicher Mitarbeiter an der Akademie der Hanns-Seidel-Stiftung für den Bereich Bildungs- und Schulpolitik tätig. Seit 2009 war er Bundeswahlkreisgeschäftsführer der CSU. Von 2014 bis 2018 war er Stimmkreisreferent von Horst Seehofer. Nachdem dieser aufgrund seiner neuen Tätigkeit als Bundesinnenminister nicht mehr für den Bayerischen Landtag kandidierte, war Enghuber Bewerber für die CSU in dessen früheren Stimmkreis, den er bei der Landtagswahl am 14. Oktober 2018 dann auch gewann. Des Weiteren war Enghuber Mitglied des Ausschusses für Arbeit und Soziales, Jugend und Familie und Mitglied des Ausschusses für Kommunale Fragen, Innere Sicherheit und Sport.
Bei der Landtagswahl in Bayern am 8. Oktober 2023 verlor Enghuber sein Direktmandat gegen Roland Weigert von den Freien Wählern. Er schied somit aus dem Landtag aus.

## Privates
Enghuber ist verheiratet, Vater von fünf Kindern und römisch-katholischer Konfession.